# Ur (nouvelle)
Pour les articles homonymes, voir Ur.
Ur (titre original : Ur) est un roman court de Stephen King publié initialement le 12 février 2009 sous forme de livre numérique. Il a ensuite été intégré au recueil de nouvelles Le Bazar des mauvais rêves, publié en 2015, dans une version largement révisée.

## Résumé
Wesley Smith, professeur d'anglais, achète un Kindle et découvre que celui-ci a une fonction spéciale qui lui permet d'avoir accès à des livres provenant d'univers parallèles.